# 4208 Kiselev
4208 Kiselev је астероид са средњом удаљеношћу од Сунца која износи 3,204 астрономских јединица (АЈ).
Апсолутна магнитуда астероида је 11,6.